# ジュゼッペ・モッタ

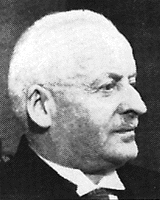
ジュゼッペ・モッタ

ジュゼッペ・モッタ （Giuseppe Motta、1871年12月29日 - 1940年1月23日）は、スイスの政治家。第一次世界大戦終結直後から、第二次世界大戦開始直後まで長くスイスの外務大臣を務めた。

## 人物・生涯
スイスで唯一のイタリア語を公用語とするティチーノ州出身のモッタはカトリック保守人民党から1911年に政府閣僚に任命され、以後30年間その職にあった。特に第一次世界大戦後は外務大臣を20年近くにわたって務めたため、モッタ外交と称された程である。
モッタは1920年にスイスの国際連盟加盟を実現させ、多くのヨーロッパ諸国と仲裁協定を結んで、国際社会での仲裁役を自ら積極的に買って出ることでスイスの国際的威信を高めた。また、自らも熱心なカトリック信徒であったこともあり、バチカンとの関係強化にも積極的であった。
だが、同時に徹底的な反共主義者であったため、1925年に一方的にソビエト連邦との国交を破棄（その後1946年まで回復される事はなかった）した。更に隣国イタリアとの関係を重視する余り（出身地のティチーノ州はイタリアとの国境を接する）、ムッソリーニのエチオピア併合を真っ先に支持して、1938年には国際連盟は国際紛争に無力であるとして、脱退を表明するのである。
だが、イタリアとの協調路線を取るモッタもイタリアとナチス・ドイツが同盟を結んで、スイスに圧力をかけ始めるとこれに激しく反発、アンリ・ギザンを軍の司令官に任じて徹底した武装中立路線へと方向を転換させた。
小国・スイスの外相として、徹底した実利重視・日和見主義を取った事で複雑な国際政治の中でスイスを生き延びさせることが出来たことに関しては高く評価されている。だが、彼の個人的な考えによって外交政策が決定されてしまい、スイスにとって真の国益に適った外交政策を取れていたのかという疑問も指摘されている。そのため、戦後のスイスでは連邦議会の外交委員会の外務省に対する監督が強化され、モッタの様な外務大臣による専権的な外交手法は否定されるようになるのである。